# Ai Shinozaki
Ai Shinozaki (jap. 篠崎愛 Shinozaki Ai; ur. 26 lutego 1992) – japońska modelka, aktorka, piosenkarka oraz członek grupy muzycznej „AeLL.” (Activity eco Life with Love). Regularnie pojawiała się na pierwszych stronach japońskich magazynów takich jak Young Animal czy Shūkan Young Jump. Wzrost 160 cm.

## Magazyny
- Shūkan Young Jump
- Playboy
- Chu Boh
- Scholastic
- Yul Young Champion
- Sex Bomb

## Single
- „M” (26 marca 2008)

## Foto albumy
- START DUSH!! (lipiec 2006, Saibunkan)
- Bon! Bon! Ai-bomb (grudzień 2007, BUNKASHA)
- Milk-colored love (maj 2008, Aquahouse Inc)
- Okkina Love (12 maja 2008, Gakken Publishing)
- Renai ~Love~ (kwiecień 2009, Saibunkan)
- Heartiness (listopad 2009, Shogakukan)
- Sakura Saku Toki (maj 2010, Saibunkan Publishing Co,Ltd)

## Filmografia
- 2011: „Pantsu no ana THE MOVIE Doutei Soushitsu Rhapsody” (jap. パンツの穴 THE MOVIE 童貞喪失ラプソディ) jako Narumi Ichinose.
- 2012: „Kotsu Tsubo” (jap. 骨壺) jako Rina.
- 2013: „Time Slip Glasses” (jap. たいむすりっぷメガネ)